# Evains Wêche
Evains Wêche, né le 5 mars 1980, à Corail dans le sud-ouest d'Haïti, est un écrivain haïtien.    

## Biographie
Evains Wêche a travaillé comme bibliothécaire et animateur culturel à la Bibliothèque Justin Lhérisson (BJL) de Carrefour aux côtés de Lesly Giordani[Qui ?]. Revenu s'installer dans la Grand'Anse, il continue d'encadrer les jeunes au Centre Numa-Drouin, centre de documentation et d'animation culturelle supporté par la Fondation Connaissance et Liberté (FOKAL) avant de rejoindre l'équipe de l'Alliance Française de Jérémie. Il organise des cliniques mobiles dans les différentes sections communales du département tout en menant des ateliers d'écriture et de lecture à l'Alliance. 
Au cours d'un atelier d'écriture, Gary Victor découvre son talent d'écrivain et publie deux de ses nouvelles dans un recueil collectif Je ne savais pas que la vie serait si longue après la mort (Mémoire d'encrier, 2012). Un an plus tard, il surprend le jury du Prix Littéraire Henri Deschamps en Haïti en se révélant être l'auteur de Le Trou du Voyeur (Ed. Henri Deschamps, 2013). L'année d'après, il publie son premier roman, Les Brasseurs de la ville (Mémoire d'encrier, 2014, considéré[Par qui ?] comme le roman de Port-au-Prince. 
Evains Wêche contribue à de nombreux journaux et revues en Haïti et à l'étranger (Le Nouvelliste, Le National, Le Devoir, Le Point, Intranqu'ilités, Le Courage, , etc.) Il est rédacteur à la revue DO-KRE-I-S, créée par l'Association Vagues Littéraies. Ancien secrétaire du Pen Haïti, il est aussi membre du jury du Prix Deschamps. En mars 2023, il est nommé directeur de l’Alliance Française de Jérémie

## Œuvres

### Nouvelles
- Boulvari et Je ne savais pas que la vie serait si longue après la mort, in Je ne savais pas que la vie serait si longue après la mort (Mémoire d’encrier, 2012)[2]
- Le Trou du voyeur (Henri Deschamps, 2013), prix Deschamps 2013[12]

### Roman
- Je vivrai d'amour pour toi (Philippe Rey, 2022)

- Les brasseurs de la ville (Mémoire d’encrier, 2014, Philippe Rey, 2015)

### Ouvrages collectifs
- Je suis trop jeune pour la voisine, in Un amour de marie. Hommage à Marie Vieux Chauvet
- Nos pieds dans des sachets, in ... des maux et des rues (collectif, Legs Édition, 2014)
- Où bat le cœur de Port-au-Prince ?/Pòtoprens pa nan bobin, revue Le Courage (Grasset, 2015)
- Lettre à mon frère, in Du domaine de la tolérance (C3, 2017)[13]
- Desounen, in Orphee, retourne-toi (Revue Courage, 2019, sous la direction de Charles Dantzig)

## Prix et Distinctions
- Prix Henry Deschamps 2013
- Prix Joseph D. Charles des lycéens 2014